# تیغه‌نوک

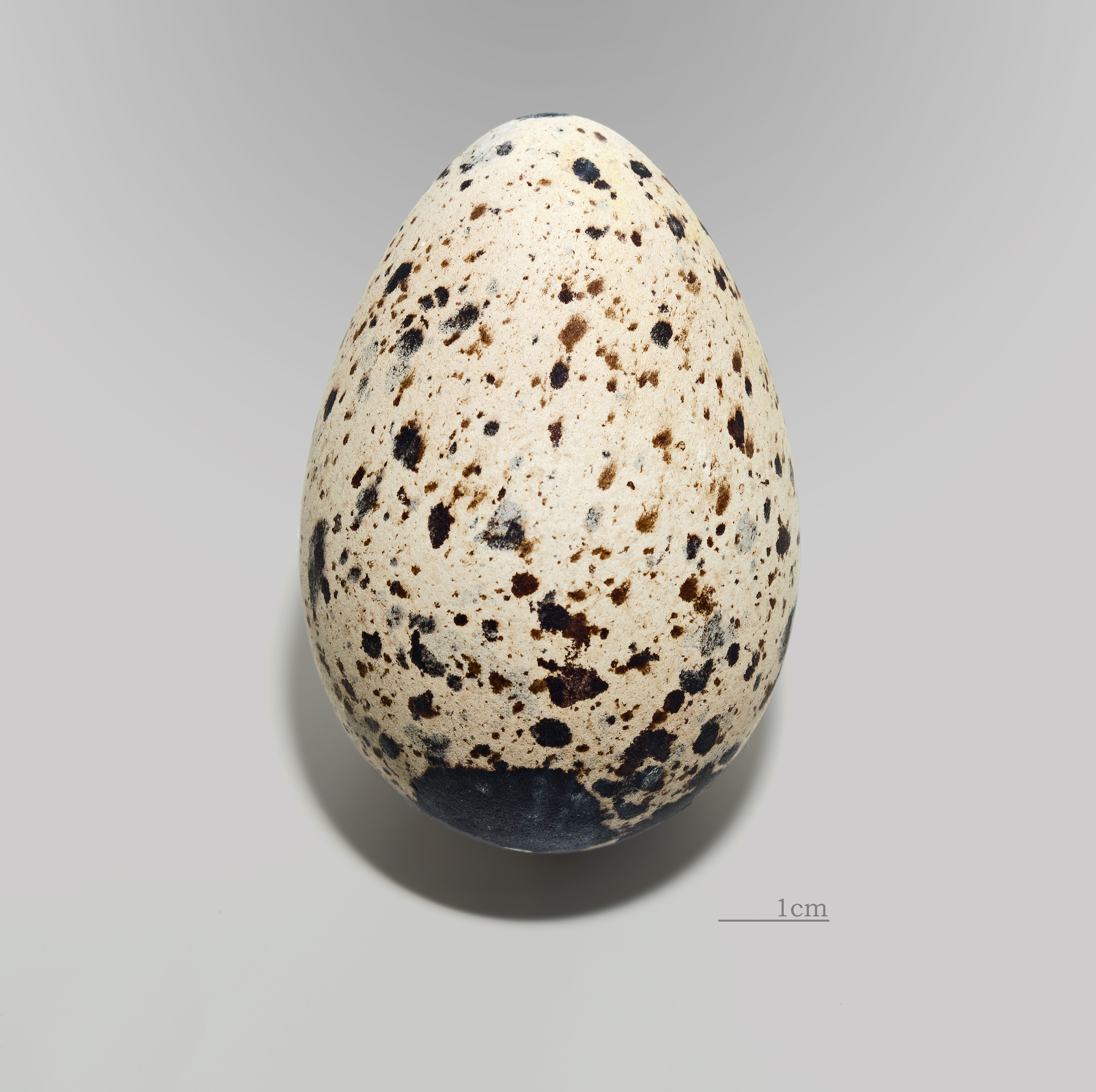
Alca torda

تیغه‌نوک یا منقار تیغی (نام علمی: Alca torda) نام یک گونه از خانواده ماهی‌گیرکان است.